# Campobrun
Campobrun este o arie protejată (arie specială de conservare — SAC, sit de importanță comunitară — SCI) din Italia întinsă pe o suprafață de 426 ha, integral pe uscat.

## Localizare
Centrul sitului Campobrun este situat la coordonatele 45°42′19″N 11°07′52″E / 45.705278°N 11.131111°E.

## Înființare
Situl Campobrun a fost declarat sit de importanță comunitară în iunie 1995 pentru a proteja 1 specie de plante și 7 specii de animale. Situl a fost protejat și ca arie specială de conservare în martie 2014.

## Biodiversitate
Situată în ecoregiunea alpină, aria protejată conține 11 habitate naturale: Pajiști alpine și subalpine calcaroase, Grohotișuri termofile și vest-mediteraneene, Râuri de munte și vegetația lor lemnoasă cu Salix elaeagnos, Grohotișuri calcaroase și de șisturi calcaroase de la nivelul montan până la nivelul alpin (Thlaspietea rotundifolii), Păduri ilirice de Fagus sylvatica (Aremonio-Fagion), Liziere de ierburi înalte hidrofile de câmpie și de nivel montan până la alpin, Tufărișuri cu Pinus mugo și Rhododendron hirsutum (Mugo-Rhododendretum hirsuti), Păduri de fag Asperulo-Fagetum, Pante stâncoase calcaroase cu vegetație casmofită, Păduri de fag subalpine medio-europene cu Acer și Rumex arifolius, Păduri alpine de Larix decidua și/sau Pinus cembra.
La baza desemnării sitului se află mai multe specii protejate:
- plante (1): papucul doamnei (Cypripedium calceolus)
- păsări (6): potârnichea de stâncă (Alectoris graeca), acvilă de munte (Aquila chrysaetos), ciuvică (Glaucidium passerinum), Lyrurus tetrix tetrix, pietrar sur (Oenanthe oenanthe),  cocoș de munte (Tetrao urogallus)
- mamifere (1): lupul (Canis lupus)

Pe lângă speciile protejate, pe teritoriul sitului au mai fost identificate 40 de specii de plante, 8 specii de mamifere, 3 specii de reptile.